# Танкесітос-Саут-Ейкерс 2 (Техас)
Танкесітос-Саут-Ейкерс 2 (англ. Tanquecitos South Acres II) — переписна місцевість (CDP) в США, в окрузі Вебб штату Техас. Населення — 60 осіб (2020).

## Географія
Танкесітос-Саут-Ейкерс 2 розташований за координатами 27°29′13″ пн. ш. 99°23′17″ зх. д. / 27.48694° пн. ш. 99.38806° зх. д. (27.486961, -99.388178).  За даними Бюро перепису населення США в 2010 році переписна місцевість мала площу 0,18 км², уся площа — суходіл.

## Демографія
Згідно з переписом 2010 року, у переписній місцевості мешкало 50 осіб у 13 домогосподарствах у складі 11 родини. Густота населення становила 280 осіб/км².  Було 16 помешкань (90/км²).
Расовий склад населення:
| - 100,0 % — білих |

До двох чи більше рас належало 0,0 %. Частка іспаномовних становила 100,0 % від усіх жителів.
За віковим діапазоном населення розподілялося таким чином: 34,0 % — особи молодші 18 років, 56,0 % — особи у віці 18—64 років, 10,0 % — особи у віці 65 років та старші. Медіана віку мешканця становила 28,0 року. На 100 осіб жіночої статі у переписній місцевості припадало 117,4 чоловіків;  на 100 жінок у віці від 18 років та старших — 94,1 чоловіків також старших 18 років.
Цивільне працевлаштоване населення становило 0 осіб. 